# Anthony Hall
Anthony Hall (ur. 17 marca 1950 w Filadelfii) – amerykański lekkoatleta, który specjalizował się w rzucie oszczepem.
W 1973 zdobył brązowy medal uniwersjady w Moskwie. Uzyskał wynik 78,36. Uczestnik olimpijskiego konkursu w Montrealu (1976). Z rezultatem 79,56 zajął 15. miejsce. Rekord życiowy: 86,64 (8 maja 1976, Knoxville).